# Juksakka Corona
La Juksakka Corona è una struttura geologica della superficie di Venere.